# Josef Kirpal
Josef Kirpal (ur. 1770, zm. 22 lutego 1823 w Pradze) – czeski prawnik i polityk, burmistrz Pragi w latach 1820–1823.

## Życiorys
Od 1797 roku był radnym praskiej rady miejskiej, wcześniej był także radnym w Mladej Boleslavi. Pracował również jako radny w praskim sądzie apelacyjnym, a w latach 1808–1814 pracował w komisji nadzorczej ds. teatru.
20 maja 1820 roku został mianowany burmistrzem Pragi. Z jego inicjatywy, w 1822 roku zburzono część budynków na małostrańskim końcu Mostu Karola, wspierał także budowę portu rzecznego w Karlínie.
Zmarł 22 lutego 1823 roku, w służbowym mieszkaniu burmistrza przy ulicy Rytířská 12.